# Vrbina
Vrbina este o localitate din comuna Krško, Slovenia, cu o populație de 48 de locuitori.